# Bor-et-Bar
 Bor-et-Bar  (en occitano Vòrs e Bar) es una población y comuna francesa, situada en la región de Mediodía-Pirineos, departamento de Aveyron, en el distrito de Villefranche-de-Rouergue y cantón de Najac.

## Demografía
| 348 | 315 | 285 | 241 | 206 | 203 |
| Para los censos de 1962 a 1999 la población legal corresponde a la población sin duplicidades (Fuente: INSEE [Consultar]) |     |     |     |     |     |